# Venezuelodesmus decui
Venezuelodesmus decui är en mångfotingart som beskrevs av Ionel Grigore Tabacaru 1996. Venezuelodesmus decui ingår i släktet Venezuelodesmus och familjen Fuhrmannodesmidae. Inga underarter finns listade i Catalogue of Life.